# Le Plagnal
Le Plagnal är en kommun i departementet Ardèche i regionen Auvergne-Rhône-Alpes i sydöstra Frankrike. Kommunen ligger  i kantonen Saint-Étienne-de-Lugdarès som ligger i arrondissementet Largentière. År 2022 hade Le Plagnal 65 invånare.

## Befolkningsutveckling
Antalet invånare i kommunen Le Plagnal
Referens: INSEE